# 2017年クルディスタン地域独立住民投票
2017年クルディスタン地域独立住民投票（2017ねんクルディスタンちいきどくりつじゅうみんとうひょう）は2017年9月25日、イラクのクルディスタン地域において実施された、イラクからの分離独立の是非を問う住民投票である。投票の結果、9割以上が独立に賛成した。

## 背景
クルド人は中東を中心とした地域に広く分布し、独自の国家を持たない最大の民族とされている。イラクでは1970年よりクルド人に自治が認められ、クルディスタン地域と呼ばれるクルド人自治区が同国北部に設定されてきた。1992年にはクルディスタン自治政府(KRG)が設立され現在に至っており、独自の議会や政党も存在している。しかし独立についてはイラク中央政府だけではなく、自国内のクルド人にも波及することを警戒するイランやトルコ、シリアなど周辺国からも反対されてきた。
2014年7月1日、自治政府のマスード・バルザニ議長（大統領）は英国放送協会(BBC)のインタビューにて、独立の是非を問う住民投票を数ヶ月以内に行う意向を表明。同年6月にISILが独立を宣言したことによりイラクは事実上分裂状態に陥ったとして、クルディスタン地域での住民投票を行うのに良い時期であるとの認識を示した。7月3日には自治議会に対し、独立の是非を問う住民投票の準備を行うよう要請した。
その後、クルディスタン地域はISILとの戦闘に没頭し、住民投票も一時棚上げとなるが、クルド人はこの戦いで一定の存在感を示し、民族意識が高まると共に独立機運が広がった。

## 推移
2017年6月7日、バルザニ議長が同年9月25日に住民投票を行うと発表した。具体的にはクルディスタン地域の外側を含むキルクーク、マフムール、シンジャール、ハーナキーン（カナキン）の4ヶ所で行われることが明らかにされた。バルザニ議長によれば、クルド人の願望を内外に示すことが住民投票の目的であった。
2017年8月にはイラク中央政府と自治政府の間で帰属を争うキルクークにおいても県議会にて住民投票へ参加するという決議を採択。しかし投票に反対するトルコ外務省は決議を過ちと非難し、キルクークの本来の住人であるトルクメン人とアラブ人は決議採択をボイコットしていると指摘した。
住民投票実施に対し、少なくともイラク議会の3人の議員により裁判所に対し住民投票に反対する申し立てが行われ、9月12日にはクルド人議員が欠席する中イラク議会は住民投票延期を求める決議を採択した。中央政府のハイダル・アル＝アバーディ首相は投票を強行したことで混乱が生じた場合は軍事介入も辞さないとし、9月18日にはイラク最高裁が違憲審査が完了するまで投票を延期するよう命じるなど反対の姿勢を見せたが、自治政府は従わなかった。またこのほか、周辺国のトルコやイランだけでなく、国際連合やアメリカも住民投票ではなく交渉によって問題を解決するよう自治政府に求めたが、バルザニ議長は「自らの運命は自ら決める」として聞き入れることはなかった。逆にイスラエルのベンヤミン・ネタニヤフ首相はクルド独立を支持する見解を表明した。
住民投票の強行に対し、イランはイラクの要請により領空の閉鎖や軍事演習の実施など制裁を実施した。10月29日、バルザニ議長は11月1日の任期満了をもって議長を退任する意向を表明し、投票実施に伴う混乱の幕引きを図った。11月20日、イラク最高裁判所は、住民投票は違憲であり結果は無効だとする判決を下した。

## 投票の詳細
- 選挙権：18歳以上の男女[14]
- 有権者数：533万8000人[14][15]
- 投票日：2017年9月25日　午前8時～午後6時（予定）、実際には午後7時まで延長（現地時間）[16][17]
- 結果は投票終了後72時間以内に発表される[18]が、翌26日にも結果判明の見込み[16]

## 結果
投票の結果、賛成は全体の92.73％に達し、反対は7.27％だった。投票率は72.16％。バルザニ議長は9月26日にテレビ演説で賛成多数を占めたと宣言し、イラク中央政府に対話を呼びかけた。中央政府はクルディスタン地域への圧力を強め、10月12日には住民投票に関わった選挙管理委員会のトップらに対し逮捕状を請求した。
| 2017年クルディスタン地域独立住民投票 | 2017年クルディスタン地域独立住民投票 | 2017年クルディスタン地域独立住民投票 |
| 賛 否                                | 得票数                               | 得票率                               |
| ------------------------------------ | ------------------------------------ | ------------------------------------ |
| 賛成                                 | 2,861,471                            | 92.73%                               |
| 反対                                 | 224,464                              | 7.27%                                |
| 総計                                 | 3,085,935                            | 100.0%                               |
| 有効票数（有効率）                   | 3,085,935                            | 94.76%                               |
| 無効票数（無効率）                   | 219,990                              | 6.65%                                |
| 投票者数（投票率）                   | 3,305,925                            | 72.16%                               |
| 有権者数                             | 4,581,255                            | 100.0%                               |
| 出典: Rudaw Media Network            |                                      |                                      |

## 世論
イラク国内のクルド人は全体的に独立を支持しており、住民投票が行われるならば賛成多数で可決されるであろうとの見通しがなされていた。